# Сантес-Креус
Монастырь Сантес-Креус (кат. Santes Creus), полное название — Королевский монастырь Санта-Мария-де-Сантес-Креус (кат. Reial Monestir de Santa Maria de Santes Creus) — бывший монастырь ордена цистерцианцев в Каталонии, основанный в XII веке и просуществовавший до XIX века.

## География
Монастырь расположен в провинции Таррагона примерно в 30 км к северо-востоку от одноимённого города. Монастырь стоит в долине реки Гайя между посёлками Вила-Родона и Эль-Пон-де-Арментера.

## История

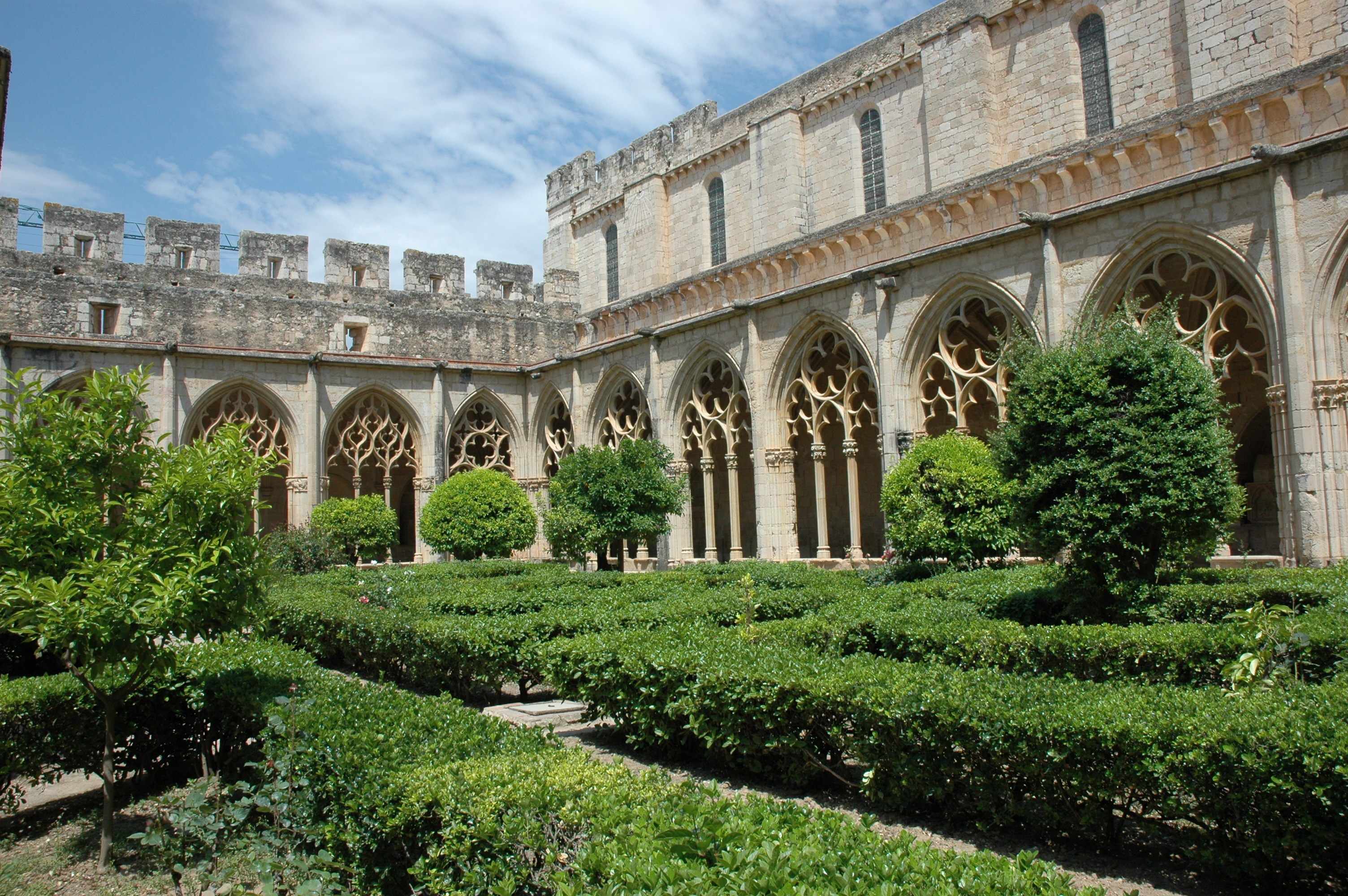
Клуатр монастыря

Аббатство основано в 1158 году, строительство основных сооружений шло с 1174 по 1225 год. Монастырь принадлежит к ветви цистерцианских монастырей, происходящих от аббатства Клерво, а материнским аббатством для Сантес-Креуса стало руссильонское аббатство Грансельв.
Начиная с XIII века монастырь стал считаться королевским аббатством и усыпальницей королей Арагона. Здесь были похоронены Педро III, его сын Хайме II и жена последнего Бланка Анжуйская. При Хайме II романский клуатр монастыря был перестроен в готическом стиле, при Педро IV были построены монастырские стены. Со времени правления Педро IV звание королевского аббатства постепенно перешло от Сантес-Креуса к монастырю Поблет.

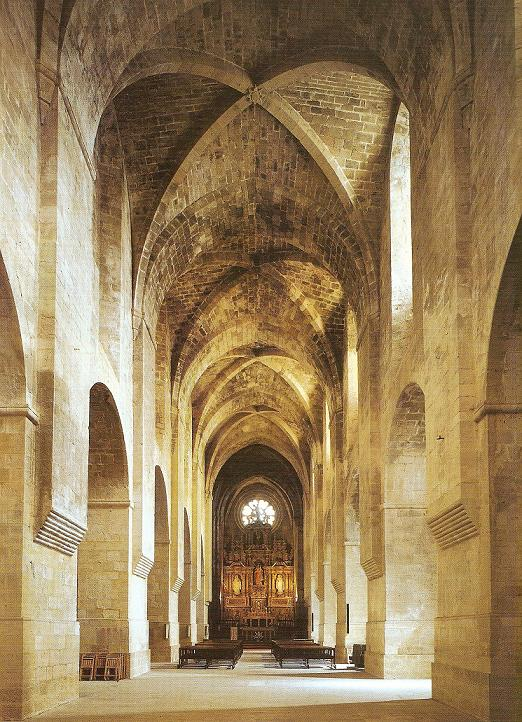
Главный неф церкви

Монастырь оставался действующим до 1835 года, когда в ходе дезамортизации, то есть конфискации церковного имущества, предпринятой министром Мендисабалем, монашеская община покинула аббатство. В 1921 году монастырь провозглашён национальным памятником и передан в государственную собственность. В XX веке здания монастыря были отреставрированы, ныне бывшее аббатство находится в ведении Музея истории Каталонии.

## Архитектура

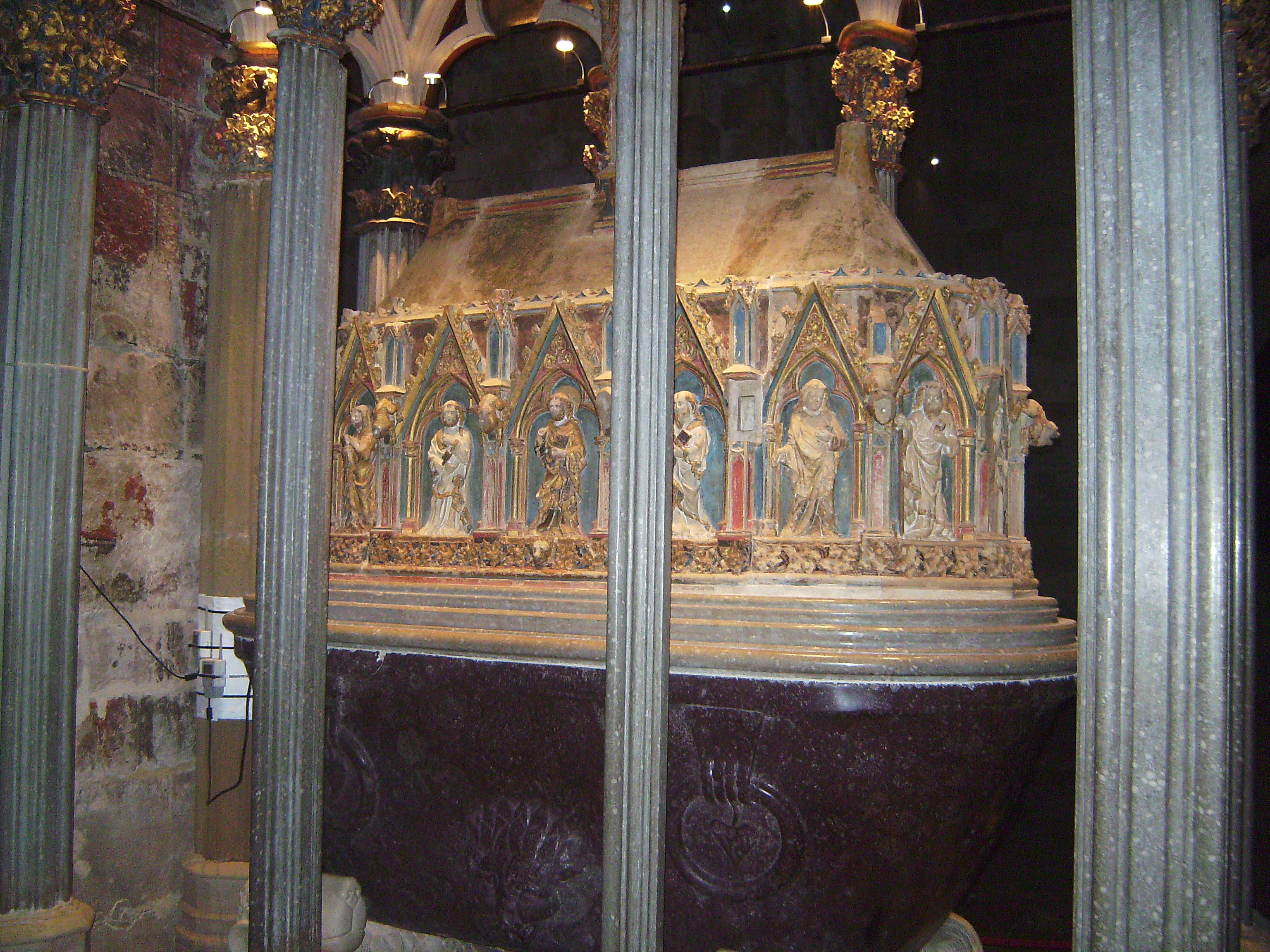
Надгробие Педро III

Архитектурный комплекс аббатства включает в себя церковь, клуатр, дом капитулов, дормиторий и ряд других построек. Весь комплекс построен из одинакового золотистого песчаника.
Церковь аббатства строилась с 1174 по 1225 года. В 1211 году была освящена. Имеет в плане латинский крест, состоит из трёх нефов, обрамлённых боковыми капеллами и трансепта, рукава которого также заканчиваются капеллами. Купол над средокрестием стоит на высоком восьмиугольном барабане. Главный фасад сохранил оригинальный романский портал XII века. По традиции цистерцианских церквей интерьер церкви крайне скромен и аскетичен, единственным ярким элементом интерьера служит большое окно-роза на главном фасаде.
В церкви уцелели старинные королевские мраморные надгробия. Надгробие Педро III выполнено в 1307 году, Хайме II и Бланки в 1315 году.
Клуатр монастыря первоначально был романским, при Хайме II перестроен в готический. Боковые галереи клуатра украшены ажурной каменной резьбой.